# USS Neosho (AO-23)
USS Neosho (AO-23) – amerykański zbiornikowiec floty służący zaopatrywaniu w paliwo okrętów podczas rejsów, który nie atakowany przetrwał japoński atak na Pearl Harbor, po czym po wzięciu udziału w większości amerykańskich rajdów lotniskowców I połowy 1942 roku, został zatopiony w trakcie bitwy na Morzu Koralowym w maju 1942 roku.
Okręt został zwodowany 29 kwietnia 1939 roku w stoczni Federal Shipbuilding and Drydock Company w Kearny w stanie New Jersey, do służby wszedł zaś 7 sierpnia 1939 roku. Po niezbędnej adaptacji dla potrzeb floty ukończonej 7 lipca 1941 rozpoczął służbę w United States Navy, zaopatrując m.in. bazę Pearl Harbor w niezbędne paliwo lotnicze. Po opracowaniu przez flotę sposobów tankowania okrętów w morzu, służył jako jedynie jedna z trzech zdolnych do tego jednostek Floty Pacyfiku, jako też jedna z nielicznych jednostek, zdolny był do utrzymania prędkości zespołów okrętów płynących z prędkością marszową.
7 grudnia 1941 roku jednostka nie została zaatakowana w Pearl Harbor, mimo że znajdowała się w Battleship Row, tuż obok pancerników USS „West Virginia” (BB-48) i USS „Oklahoma” (BB-37), co przy braku mogących operować razem z flotą zbiornikowców, miałoby znaczące konsekwencje dla operacyjności amerykańskiej floty po ataku. 7 maja 1942 roku, w trakcie bitwy na Morzu Koralowym, błędnie wzięty za lotniskowiec, został zaatakowany przez dwie grupy lotnicze japońskich lotniskowców „Shōkaku” i „Zuikaku”. W wyniku ataku 78 samolotów został całkowicie zniszczony, i zatonął 11 maja 1942 roku.